# Cold Lake (Alberta)
Cold Lake, del inglés Lago Frío es una ciudad en el centro-este de Alberta, Canadá. Lleva el nombre del lago del mismo nombre, a poca distancia de la ciudad. La Base de las Fuerzas Canadienses Cold Lake está situada dentro de los límites exteriores de la ciudad. Es también el lugar de asentamiento de varias bandas de Naciones Originarias de Canadá.

## Historia
Cold Lake se inscribió por primera vez en un mapa de 1790, con el nombre de Coldwater Lake, del inglés lago de aguas frías. Originalmente tres comunidades, Cold Lake establecida mediante la fusión de la ciudad de Grand Center, la ciudad de Cold Lake propiamente dicha y Medley fundada el 1 de octubre de 1996. Grand Center pasó a llamarse Cold Lake South, y el Cold Lake original se conoce ahora como Cold Lake North. Por sus orígenes de estas tres ciudades, la zona también se conoce como Tri-Town.

## Geografía
La ciudad está situada en el distrito "Lakeland" de Alberta, a unos 300 km (186,4 mi) al noreste de Edmonton, cerca de la frontera provincial con Saskatchewan. El área que rodea la ciudad está escasamente poblada y se compone principalmente de tierras de cultivo.

### Clima
El clima de Cold Lake es continental húmedo (clasificación climática de Köppen Dfb). Los veranos son generalmente cálidos con noches frescas y los inviernos son muy fríos con nevadas moderadas.
| Parámetros climáticos promedio de Malpica de Bergantiños | Parámetros climáticos promedio de Malpica de Bergantiños | Parámetros climáticos promedio de Malpica de Bergantiños | Parámetros climáticos promedio de Malpica de Bergantiños | Parámetros climáticos promedio de Malpica de Bergantiños | Parámetros climáticos promedio de Malpica de Bergantiños | Parámetros climáticos promedio de Malpica de Bergantiños | Parámetros climáticos promedio de Malpica de Bergantiños | Parámetros climáticos promedio de Malpica de Bergantiños | Parámetros climáticos promedio de Malpica de Bergantiños | Parámetros climáticos promedio de Malpica de Bergantiños | Parámetros climáticos promedio de Malpica de Bergantiños | Parámetros climáticos promedio de Malpica de Bergantiños | Parámetros climáticos promedio de Malpica de Bergantiños |
| Mes                                                      | Ene.                                                     | Feb.                                                     | Mar.                                                     | Abr.                                                     | May.                                                     | Jun.                                                     | Jul.                                                     | Ago.                                                     | Sep.                                                     | Oct.                                                     | Nov.                                                     | Dic.                                                     | Anual                                                    |
| -------------------------------------------------------- | -------------------------------------------------------- | -------------------------------------------------------- | -------------------------------------------------------- | -------------------------------------------------------- | -------------------------------------------------------- | -------------------------------------------------------- | -------------------------------------------------------- | -------------------------------------------------------- | -------------------------------------------------------- | -------------------------------------------------------- | -------------------------------------------------------- | -------------------------------------------------------- | -------------------------------------------------------- |
| Temp. máx. media (°C)                                    | -9.9                                                     | -6.3                                                     | 0.5                                                      | 9.4                                                      | 17.1                                                     | 21.0                                                     | 23.6                                                     | 22.5                                                     | 16.9                                                     | 8.4                                                      | -1.9                                                     | -8.7                                                     | 7.7                                                      |
| Temp. media (°C)                                         | -14.8                                                    | -11.8                                                    | -5.1                                                     | 3.6                                                      | 10.6                                                     | 15.1                                                     | 17.7                                                     | 16.4                                                     | 10.9                                                     | 3.6                                                      | -5.9                                                     | -13.1                                                    | 2.3                                                      |
| Temp. mín. media (°C)                                    | -19.6                                                    | -17.3                                                    | -10.7                                                    | -2.2                                                     | 4.1                                                      | 9.2                                                      | 11.8                                                     | 10.3                                                     | 4.9                                                      | -1.3                                                     | -9.8                                                     | -17.4                                                    | -3.2                                                     |
| Precipitación total (mm)                                 | 16.1                                                     | 10.8                                                     | 17.1                                                     | 31.3                                                     | 40.9                                                     | 73.2                                                     | 78.6                                                     | 56.6                                                     | 38.9                                                     | 19.6                                                     | 19.4                                                     | 18.4                                                     | 421.0                                                    |
| Lluvias (mm)                                             | 0.3                                                      | 0.2                                                      | 2.7                                                      | 18.4                                                     | 37.4                                                     | 73.2                                                     | 78.6                                                     | 56.4                                                     | 38.5                                                     | 11.3                                                     | 1.6                                                      | 0.8                                                      | 319.2                                                    |
| Nevadas (cm)                                             | 22.5                                                     | 15.2                                                     | 17.7                                                     | 13.9                                                     | 3.4                                                      | 0.0                                                      | 0.0                                                      | 0.1                                                      | 0.4                                                      | 7.9                                                      | 23.4                                                     | 24.0                                                     | 128.6                                                    |
| Días de precipitaciones (≥ 0.2 mm)                       | 9.9                                                      | 7.2                                                      | 7.4                                                      | 7.9                                                      | 9.9                                                      | 12.6                                                     | 13.5                                                     | 11.6                                                     | 9.9                                                      | 8.6                                                      | 9.2                                                      | 10.0                                                     | 117.6                                                    |
| Días de lluvias (≥ 0.2 mm)                               | 0.5                                                      | 0.2                                                      | 1.0                                                      | 5.2                                                      | 9.4                                                      | 12.6                                                     | 13.5                                                     | 11.6                                                     | 9.7                                                      | 5.7                                                      | 1.4                                                      | 0.6                                                      | 71.4                                                     |
| Días de nevadas (≥ 0.2 mm)                               | 9.9                                                      | 7.2                                                      | 7.4                                                      | 7.9                                                      | 9.9                                                      | 12.6                                                     | 13.5                                                     | 11.6                                                     | 9.9                                                      | 8.6                                                      | 9.2                                                      | 10.0                                                     | 117.6                                                    |
| Horas de sol                                             | 87.1                                                     | 118.2                                                    | 172.3                                                    | 221.6                                                    | 260                                                      | 265.2                                                    | 283.0                                                    | 279.9                                                    | 176.9                                                    | 140.9                                                    | 82.2                                                     | 86.3                                                     | 2155.5                                                   |
| Fuente: Environment Canada                               |                                                          |                                                          |                                                          |                                                          |                                                          |                                                          |                                                          |                                                          |                                                          |                                                          |                                                          |                                                          |                                                          |

## Demografía
La población de la ciudad de Cold Lake según su censo municipal de 2022 es de 16.302 habitantes, un cambio del 3,6 % en comparación con su población del censo municipal de 2014 de 15.736.
En el censo de población de 2021 realizado por Statistics Canada, la ciudad de Cold Lake tenía una población de 15.661 habitantes que habitaban 6.114 de sus 6.767 viviendas privadas totales, un cambio del 4,6 % de su población de 2016. Con una superficie de 66.61 kilómetros, tenía una densidad poblacional de 235,1/km en 2021.
En el censo de población de 2016 realizado por Statistics Canada, la ciudad de Cold Lake tenía una población de 14.961 habitantes que vivían en 5.597 de un total de 6.657 viviendas privadas totales, un cambio del 8,1 % de su población de 2011 de 13.839. Con una superficie de terreno de 59,92 km² (23,1 mi²), premdia una densidad de población de 249,7/km en 2016.
Alrededor del 8,7% de los residentes se identificaron como aborígenes en el momento del censo de 2006.
Casi el 89% de los residentes identificaron al inglés como su idioma natal y más del 7% identificaron al francés como su primer idioma. Casi el 1% se identificó con el alemán, el 0,5% identificó al idioma chino, el 0,4% se identificó holandés y ucraniano, mientras que el 0,3% de la población identificó al idioma cree y árabe como su primer idioma.
Alrededor del 82 por ciento de los residentes se identificaron como cristianos en el momento del censo de 2001, mientras que más del 17 por ciento indicó que no tenían ninguna afiliación religiosa. Para denominaciones específicas , Statistics Canada encontró que el 40% de los residentes se identificaron como católicos romanos, el 14% se identificaron con la Iglesia Unida de Canadá, el 5,5% se identificaron como anglicanos, el 3% como bautistas, el 2,5% como luteranos y el 2% como pentecostales .

## Economía
La economía de la ciudad está indisolublemente ligada a la base militar en CFB Cold Lake. La región también apoya la exploración y producción de petróleo y gas. El proyecto Athabasca Oil Sands en Fort McMurray también está teniendo una influencia creciente en la región. Las arenas bituminosas de Cold Lake pueden convertirse en un contribuyente importante a la economía local.
Cada año, Cold Lake recibe a fuerzas militares de todo el mundo para el Ejercicio Maple Flag, un ejercicio de entrenamiento donde los pilotos y el personal de apoyo de los aliados con la OTAN pueden aprovechar el campo de tiro de armas aéreas y el espacio aéreo rural relativamente abierto. Con una duración de 4 a 6 semanas y a partir de mayo de cada año, los alojamientos comerciales en toda la región quedan con pocas o ninguna vacante en vista del influjo de personal militar. Este ejercicio anual aporta una cantidad sustancial de capital a estas industrias y otros negocios relacionados con la hotelería.

## En la cultura popular
Cold Lake es el lugar de residencia del personaje de cómic de Marvel, Wolverine.

## Deportes

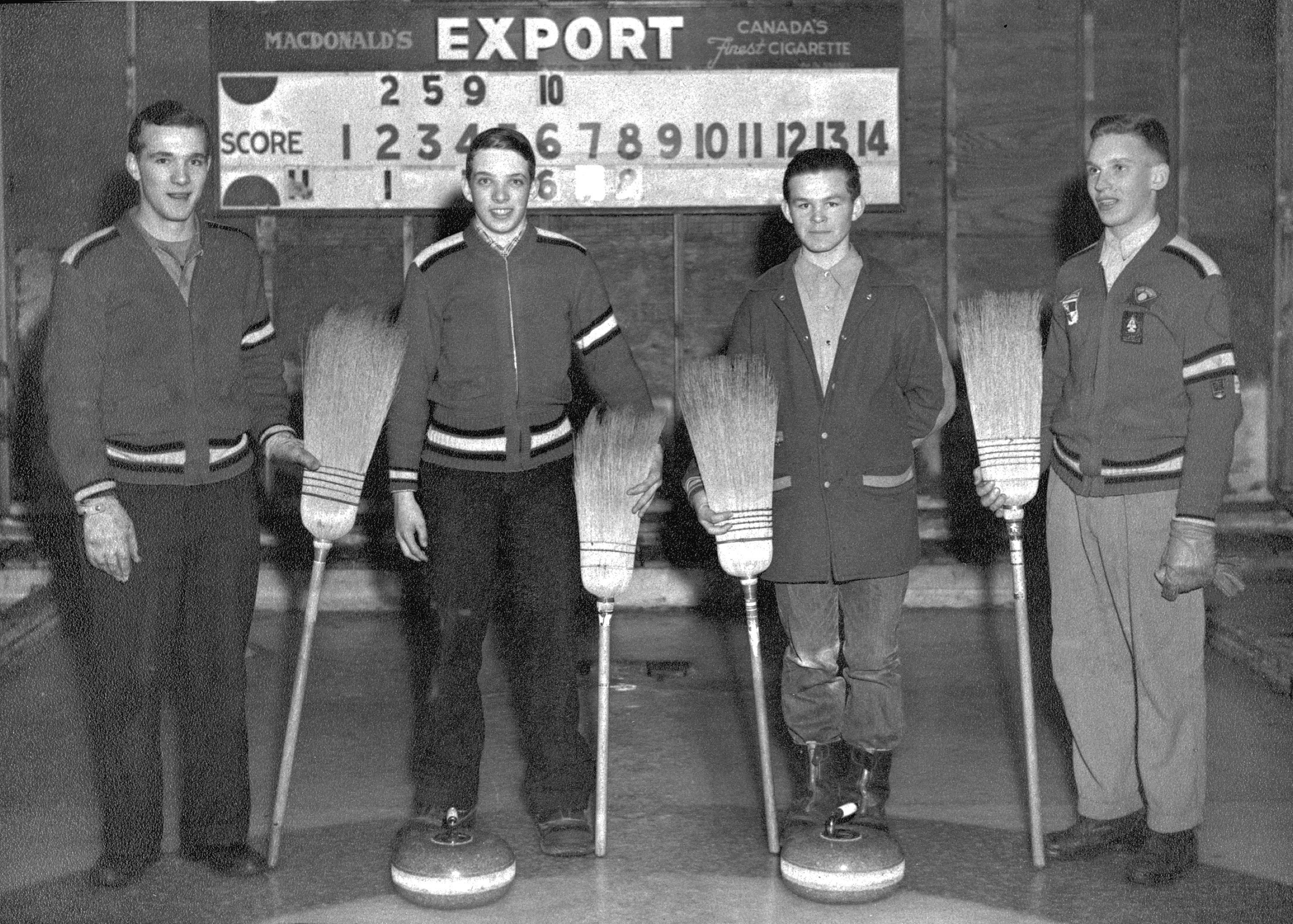
Escuela del club de curling de Cold Lake, 1955

Cold Lake tiene una variedad de deportes, que incluyen:
- Hockey (hogar de Cold Lake Ice, equipo junior B) y (hogar de Cold Lake Freeze, equipos menores de hockey)
- Lacrosse (hogar del Cold Lake Heat, equipos menores de lacrosse)[27]
- Voleibol (Asunción y CLHS Royals)
- Fútbol (CLHS Reales)
- Baloncesto (Asunción y CLHS Royals)
- Fútbol (Interior y exterior-Cold Lake Minor Soccer[28])
- Béisbol
- Rugby (equipo combinado de Assumption Crusader's y CLHS Royals y RFC masculino de Cold Lake Penguins)
- Hapkido
- Tae Kwon Do (Hetlinger taekwondo y ocasionalmente Federación Internacional de Taekwon-Do o Federación Mundial de Taekwondo )
- Patinaje artístico (Club de patinaje artístico de Cold Lake y Club de patinaje Norlight)[29]
- Esquí alpino (Kinosoo Ridge Snow Resort)
- Baile (Escuela de Danza Pirouette con un equipo de baile galardonado, Fame Dance (ubicado en el Energy Center)[30]
- Artes marciales mixtas (Equipo Sparta)
- Roller Derby (Liga Lakeland Ladykillers Roller Derby)
- Natación (Club de natación Cold Lake Marlins)[31]
- Levantamiento de pesas (dobladores de barras en Cold Lake)
- Gimnasia (Club de gimnasia de Lakeland)
- Disco de golf
- Bola de pepinillo
- Bolos (Centro de bolos Marina)

## Gobierno
Las últimas elecciones locales se celebraron en octubre de 2021. 
A nivel provincial, la ciudad se encuentra en el distrito de Bonnyville-Cold Lake-St. Pablo. Su actual representante es del Partido Conservador Unido .
A nivel federal, la ciudad se encuentra en el distrito de Fort McMurray—Cold Lake . Su actual representante es del Partido Conservador de Canadá .

## Educación
Portage College opera un núcleo unversitario en Cold Lake. La oferta de programas incluye actualización académica, contabilidad, obras sociales comunitarias, enfermería, ingeniería eléctrica y estudios universitarios, entre otros.
La Zona Escolar Católico de Lakeland n.º 150 y la División Escolar Northern Lights n.º 69 operan escuelas públicas dentro de Cold Lake. Cold Lake también alberga una escuela francófona llamada École Voyageur que ofrece programación en francés desde jardín de infantes hasta el grado 12.[cita requerida] así como el Centro de entrenamiento de verano Cold Lake Cadet.

## Recreación
Cold Lake está situado cerca de muchos campamentos debido a su proximidad al lago del mismo nombre. El campamento MD cuenta con puntos con electricidad, duchas con inodoros con cisterna y un área cubierta para pícnic. El Parque Provincial Cold Lake tiene muchos sitios y está más apartado que los campamentos en MD, ubicado en zonas de desarrollo habitacional). El campamento provincial cuenta con un sistema de senderos naturales, una playa, embarcadero y una sección motorizada. El cercano Parque Provincial Meadow Lake al este, al otro lado de la frontera en Saskatchewan, tiene instalaciones similares al Parque Provincial Cold Lake.

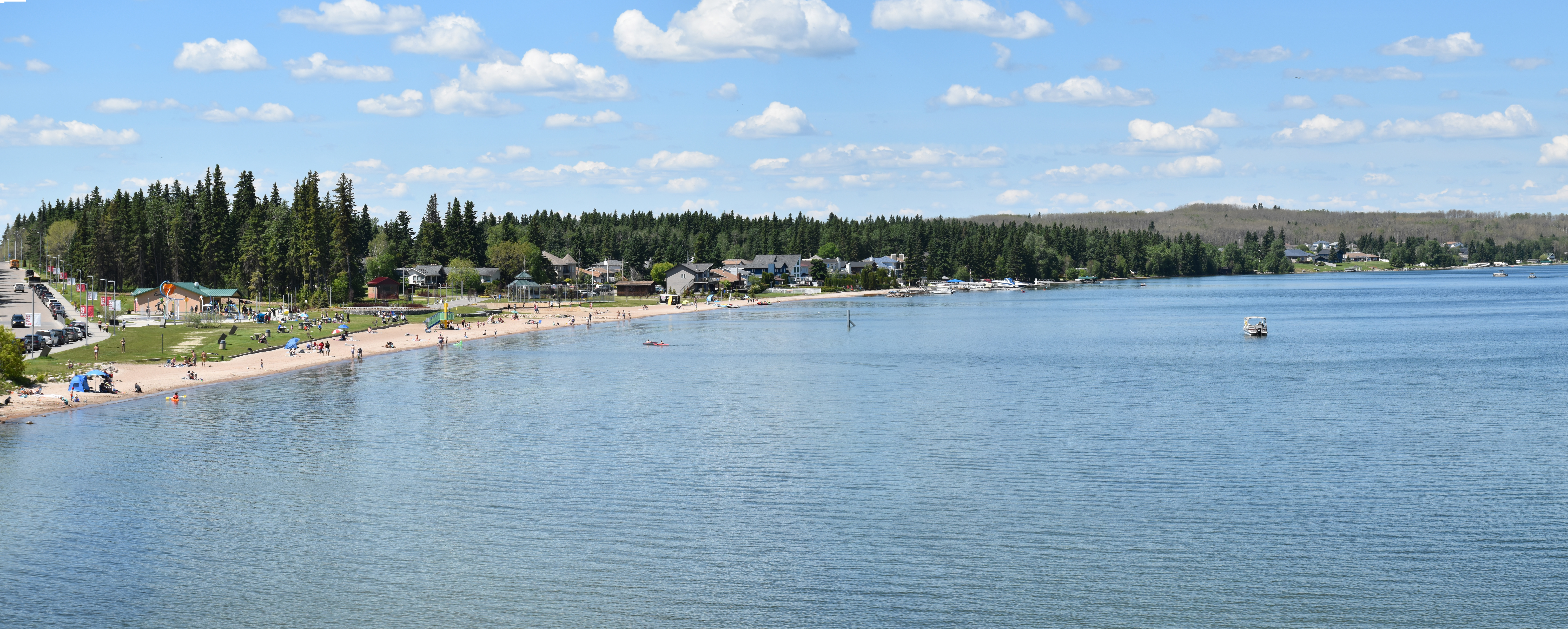
Playa Kinosoo en Cold Lake, Alberta

La playa arenosa Kinosoo Beach es un destino preferido durante los calurosos meses de verano, entre junio y agosto.
El Iron Horse Trail, un sendero recreativo situado en una antigua línea ferroviaria tiene su punto final más al este en Cold Lake.

## Museos

### Museo de la Fuerza Aérea

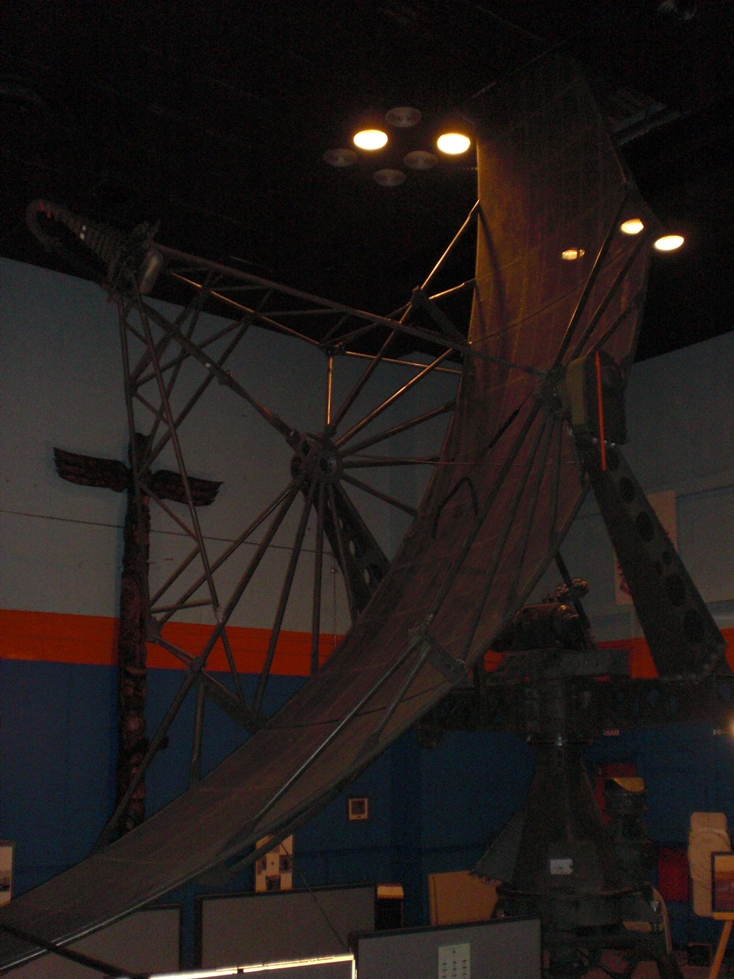
Radar buscador de altura en exhibición en la exhibición del 42 Escuadrón de Radar

El Museo de la Fuerza Aérea conserva y exhibe la historia de CFB Cold Lake y del 42 Radar Squadron. El escuadrón 42 Radar estuvo destacado en Cold Lake desde 1954 hasta 1992, por lo que la tecnología de la época de la Guerra Fría se exhibe en el museo. Un ejemplo es el radar buscador de altura de General Electric exhibido en el museo.
El museo tiene 4 alas en exhibición principalmente de elementos militares. Los escuadrones permanentes actuales del Ala 4, como el Escuadrón 409, el Escuadrón 410, el Escuadrón 419, el Escuadrón de Mantenimiento Aéreo 1, el Establecimiento de pruebas de ingeniería aeroespacial y otros, se exhiben en el Museo. Hay algunas exhibiciones de naturaleza puramente histórica, como exhibiciones sobre los escuadrones 441 y 416, que se retiraron en 2006 para fusionarse en el escuadrón 409 .
El Museo también tiene cuatro aviones en exhibición en sus jardines exteriores, incluido el CF-5 Freedom Fighter, el CT-133 Silver Star, el CT-114 Tutor y el CT-134 Musketeer . La última incorporación al parque aéreo es un señuelo CF-188.

### Museo del Petróleo y el Gas
Esta exhibición fue diseñada, investigada y construida por estudiantes de la escuela secundaria Grand Center High School. Este museo explica la historia del petróleo y el gas en el área de Cold Lake desde el Paleolítico hasta el presente.

### Museo del Patrimonio
El Museo del Patrimonio exhibe una línea temporal de la vida en Cold Lake, tanto doméstica como comercial. El museo también cuenta con algunos murales de impresiones de la cultura de la zona.

### Museo Aborigen
El Museo Aborigen muestra la historia de los pueblos Dene, Cree y Métis en líneas de tiempo, mapas, artesanías y exhibiciones culturales.

## Habitantes notables
- Alex Auld, portero de la NHL
- Garry Howatt, delantero de la NHL
- Alex Janvier, artista
- Wolverine, superhéroe de Marvel
- Bonnie McFarlane, comediante
- René Richard, artista[36]
- Curtis Hargrove, corredor benéfico

## Reserva india
El asentamiento principal de las Primeras Naciones Cold Lake se encuentra en la Reserva LeGoff 149. La membresía actual, según Indian and Northern Affairs Canada (2012), es de 1.248 personas en la reserva de Cold Lake. La reserva de Cold Lake se encuentra bajo administración del tratado 6.
Dentro de la reserva se encuentra la región llamada Berry Point o Jié Houchálá, como se le conoce en el idioma denesułine y abarca el área ahora conocida como el Área Recreativa Provincial de English Bay. Según las Primeras Naciones Cold Lake, Berry Point es un área de ocupación y uso continuo y duradero que es fundamental para la historia, el patrimonio y la capacidad continua de la nación para sostener la cultura y la identidad Denesułine y el ejercicio significativo de los derechos constitucionalmente protegidos para sus pueblos.